# Руфс, Робин
Ро́бин Руфс (нидерл. Robin Roefs; род. 17 января 2003, Хесвейк-Динтер, Северный Брабант) — нидерландский футболист, вратарь английского клуба «Сандерленд».

## Клубная карьера
Руфс — воспитанник клубов «Хесвейк» и НЕК. В апреле 2019 года подписал свой первый контракт с НЕК. В январе 2021 года продлил контракт до середины 2024 года, а в сентябре 2023 года продлил ещё на пять лет. 23 сентября 2023 года дебютировал в Эредивизи в домашнем матче против «Утрехта», выйдя на замену вместо Яспера Силлессена на 31-й минуте. 1 октября впервые попал в стартовый состав на домашний матч с «Витессом». В дебютном сезоне сыграл пять матчей в чемпионате, пропустив пять мячей.
1 августа 2025 года перешёл в английский «Сандерленд», подписав пятилетний контракт до середины 2030 года. Сумма трансфера составила 10,5 млн евро.

## Статистика выступлений
| Клуб             | Сезон            | Лига | Лига | Кубок | Кубок | Прочие | Прочие | Итого | Итого |
| Клуб             | Сезон            | Игры | Голы | Игры  | Голы  | Игры   | Голы   | Игры  | Голы  |
| ---------------- | ---------------- | ---- | ---- | ----- | ----- | ------ | ------ | ----- | ----- |
| НЕК              | 2023/24          | 5    | −5   | 4     | −5    | 0      | 0      | 9     | −10   |
| НЕК              | 2024/25          | 32   | −42  | 0     | 0     | 1      | −3     | 33    | −45   |
| НЕК              | Итого            | 37   | −47  | 4     | −5    | 1      | −3     | 42    | −55   |
| Всего за карьеру | Всего за карьеру | 37   | −47  | 4     | −5    | 1      | −3     | 42    | −55   |